# داد بود (لغة دارجة)

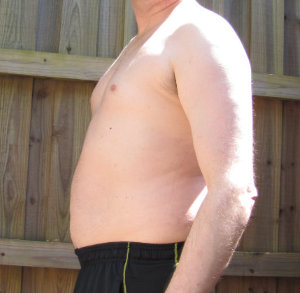
مثال على مصطلح "داد بود (dad bod)"

داد بود أو جسد الأب (بالإنجليزية: dad bod) هو مصطلح دارج (slang) في الثقافة الشعبية الأمريكية يشير إلى شكل جسم الرجال في منتصف العمر. تم تبني هذه العبارة في الثقافة الأمريكية كإحتفال بهذا النوع المعين من اللياقة البدنية. هذا النوع من الجسم الذكوري هو عبارة عن مزيج بين الجسم العضلي والوزن الزائد حيث من الصعب وصف الرجل بالسمنة أو الرشاقة.

## أصول المصطلح
كانت ماكنزي بيرسون، طالبة في جامعة كليمسون، هي أول من نشر مصطلح داد بود، وهي لا تدعي أنها اخترعته، لكنها بعد أن سمعت تداول المصطلح في العديد من الدوائر الاجتماعية المختلفة. نشرت بيرسون المقالات حول هذا المصطلح بشكل روتيني على حسابها على موقع أوديسي (Odyssey)   وسرعان ما بدأت في جعل تلك المقالات مضحكة.
استخدمت حلقة في المسلسل الكوميدي The Mystery Science Theatre 3000 والتي غطت فيلم Colossus and the Headhunters في عام 1994 عبارة مماثلة: «هذه مجموعة متنوعة من أجساد الأباء، هاه» ("That's an assortment of dad bodies, huh").

## التغطية الإعلامية
بعد أن انتشر مقال ماكنزي بيرسون على نطاق واسع، التقطت وسائل الإعلام هذا المصطلح، ومن الجهات الإعلامية التي تحدثت عن الداد بود: موقع إم إس إن،  نيويورك ديلي نيوز،  واشنطن بوست،  ومجلة سلايت.